# Manuel Lisa
Manuel Lisa, född 8 september 1772 i New Orleans, död 12 augusti 1820 i Saint Louis, var pälshandlare och grundare av Missouri Fur Company.

## Ungdom

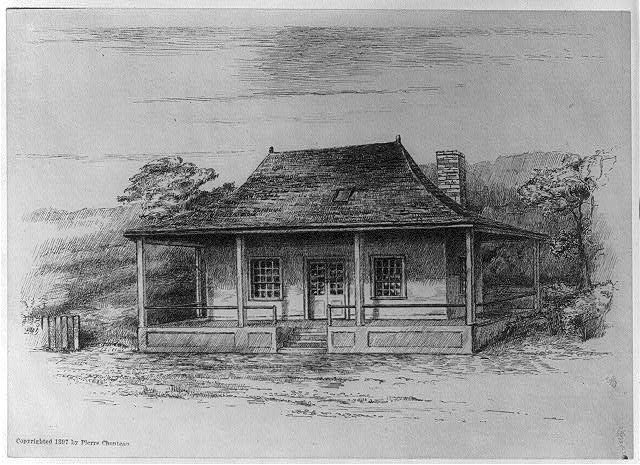
Manuel Lisas hus i St. Louis.

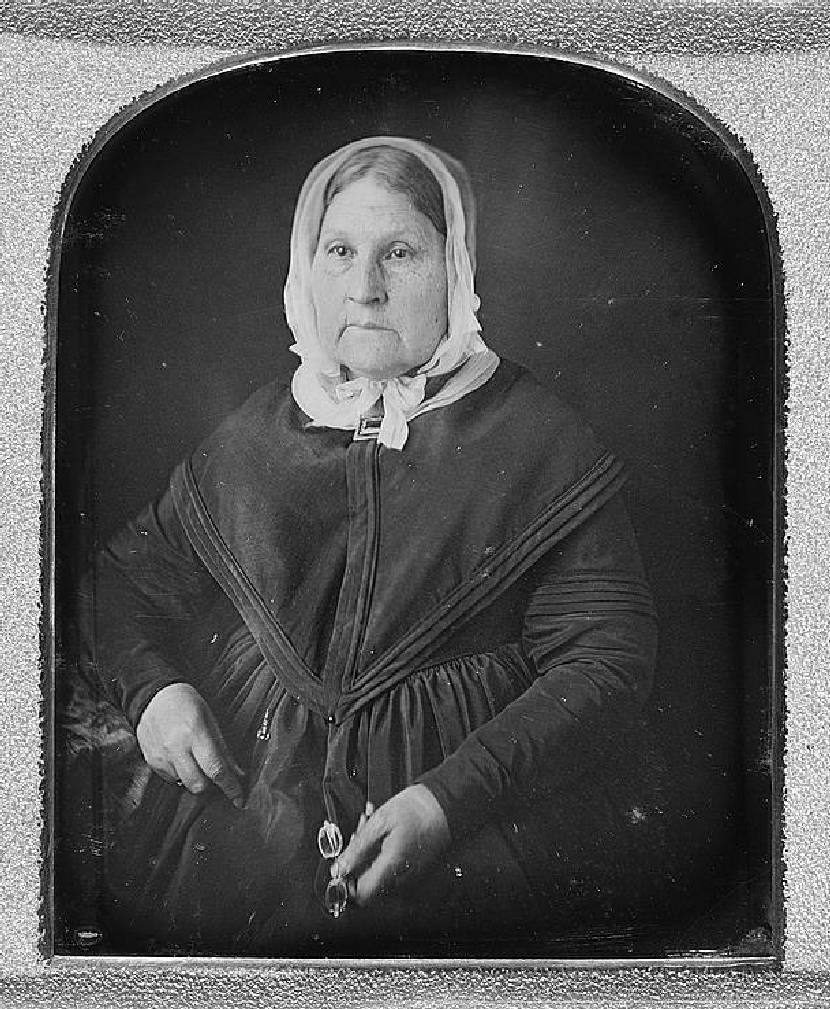
Mary Hempstead Keeney, Manuel Lisas tredje hustru.

Lisa föddes i en spansk kolonialtjänstemannafamilj. Hans föräldrar var från Murcia. Redan som tonåring började han handla med skinn och pälsverk. Genom att 1796 gifta sig med en betydligt äldre, mycket förmögen, änka skaffade han sig ett ordentligt startkapital. Han kunde därför köpa sig en egen flodbåt med vilken han gjorde handelsfärder längs Mississippifloden. Han lyckades genom sin fars politiska kontakter 1802 utverka ensamrätt av det franska kejsardömet för handel med osageindianerna.

## Handelspionjär
Lisa deltog i förberedelserna för Lewis och Clarks expedition och blev samtidigt inspirerad till en egen. Från och med 1807 gjorde Lisa regelbundna resor upp längs Missourifloden och dess bifloder, med huvudsyftet att hitta ännu outnyttjade handelsmöjligheter och bra platser att grunda handelsstationer på. Redan på sin första resa grundade han, tillsammans med William Morrison och Pierre Menard en handelsstation vid  Bighorn Rivers mynning i Montana. Platsen befästes, på grund av hotet från svartfotsindianernas konfederation, och blev senare känd som Fort Raymond.

## Bolagsbildning
Manuel Lisa grundade 1809 St.Louis Missouri Fur Company tillsammans med William Clark, Andrew Henry, Pierre Chouteau och Auguste Chouteau, Pierre Menard och andra. Genom det kapital som tillfördes av hans förmögna kompanjoner kunde 350 personer anställas för handelskompaniets första pälsuppköpningsexpedition. Därmed kunde Lisa och hans kompanjoner konkurrera ut Astorianerna i Missouriområdet. På 1809 års resa etablerades handelsförbindelser med arikaraer, hidatsaer och mandaner. Däremot misslyckades Andrew Henry och Pierre Menard med att även knyta handelskontakter med svartfotsindianerna. De blev anfallna vid Three Forks och tvingades till panikartad flykt.

## Nebraska
Lisa förvärvade amerikanskt medborgarskap och blev därigenom den förste representanten för USA som bosatte sig i Nebraska, där han byggde Fort Lisa, i närheten av den nuvarande staden Omaha. William Clark som då var guvernör för Missouriterritoriet utnämnde 1814 Lisa till USA:s officiella representant för kontakterna med de urbefolkningar som bodde i området. Samma år gifte sig Lisa för andra gången, nu med en kvinna från omahastammen. Han hann med ytterligare en hustru, Mary Hempstead Keeney, som tillbringade vintern 1819-20 i Fort Lisa med honom. Hon tyckte dock att tillvaron i Nebraska var för spartansk på vintern och övertalade våren 1820 Lisa att bosätta sig i Saint Louis, där han avled på sensommaren samma år.